# Castro Lupario
El castro Lupario, también conocido como castro de Beca, es un castro galaico que se localiza entre las parroquias de San Julián de Bastavales (Brión) y Ribasar (Rois). Fue declarado Bien de Interés Cultural en diciembre de 2009. Es de fácil acceso y pueden verse restos de las murallas.
Esta acrópolis castreña quizás fue la capital de los Amaecos y llegó a conseguir mucha importancia. Como aconteció en otras acrópolis, aquí también existió durante siglos una parroquia: San Antonino de Castro, suprimida a comienzos del siglo XVII.
La leyenda jacobea sitúa en este castro la residencia de la Reina Lupa.